# Limfopènia
La limfopènia (o limfocitopènia) és un trastorn consistent en un nivell anormalment baix de limfòcits a la sang. El contrari és la limfocitosi, que es refereix a un nivell excessiu de limfòcits. La limfopènia es diagnostica quan el recompte complet de sang mostra un valor inferior a l'interval de referència adequat per edat (per exemple, per sota de 1000-1500 per mm³ en un adult).
La limfopènia pot estar present com a part d'una pancitopènia, quan es redueix el nombre total de tots els tipus de cèl·lules sanguínies.

## Causes
La causa més freqüent de limfopènia temporal és una infecció recent, com el refredat comú.
La limfopènia, però no la limfopènia idiopàtica CD4+, està associada a l'ús de glucocorticoides, infeccions per VIH i altres agents virals, bacterians i fongs, desnutrició, lupus eritematós sistèmic, estrès greu, exercici físic intens o perllongat (a causa de alliberació de cortisol), artritis reumatoide, sarcoïdosi, esclerosi múltiple, i iatrogèniques (causades per altres tractaments mèdics).
La limfopènia és un resultat freqüent i temporal de molts tipus de quimioteràpia, com per exemple amb agents citotòxics o fàrmacs immunosupressors. Algunes càncers que s'han estès afectant la medul·la òssia, com la leucèmia o la malaltia de Hodgkin avançada, també causen limfopènia.
Una altra causa és la infecció amb el subtipus de virus de la grip H1N1 (i altres subtipus del virus de la grip A) i que sovint s'associa a la monocitosi. Entre els pacients amb COVID-19 confirmat en el laboratori a Wuhan (Xina) fins al 29 de gener de 2020, el 83,2 per cent tenia limfopènia d'entrada.
Les grans dosis de radiació, com ara les que afecten accidents nuclears o la irradiació de tot el cos, poden causar limfopènia.